# Gemma Etheridge
Gemma Etheridge (Armidale, 11 juli 1993) is een Australisch rugbyspeler.

## Carrière
Etheridge won met de ploeg van Australië tijdens de Olympische Zomerspelen 2016 de Olympische gouden medaille. Etheridge maakte tijdens dit toernooi in totaal één try’s.

## Erelijst

### Rugby Seven
- Olympische Zomerspelen:  2016